# Fully Loaded 1999
Fully Loaded 1999 è stata la seconda edizione di questo PPV offerto dalla WWE. L'evento si è svolto il 25 luglio 1999 alla Marine Midland Arena di Buffalo, New York.

## Storyline
A King of the Ring, The Undertaker ha sconfitto The Rock per mantenere il WWF Championship. Più tardi nella stessa sera, Steve Austin ha perso il suo ruolo di CEO contro Vince e Shane McMahon in un Handicap Ladder match. Nella puntata di Raw is War del 28 giugno, Vince McMahon ha annunciato che The Undertaker avrebbe difeso il suo titolo contro Triple H a Fully Loaded. Tuttavia, il piano di Vince è stato rovinato quando Austin ha informato a McMahon del suo contratto che avrebbe potuto avere un'opportunità titolata più tardi nella stessa sera e se Undertaker fosse stato squalificato avrebbe perso il titolo. Austin ha sconfitto The Undertaker per vincere il WWF Championship, ma dopo il match è stato attaccato da quest'ultimo. Nella puntata di Sunday Night Heat del 4 luglio, Undertaker ha sfidato Austin in un First Blood match per il titolo WWF a Fully Loaded. Nella puntata di Raw is War del 5 luglio, Vince McMahon ha aggiunto la stipulazione che in caso di vittoria da parte di Austin, Vince non sarebbe mai più apparso in televisione, se invece fosse stato Austin a perdere quest'ultimo non avrebbe più ricevuto un'opportunità titolata per il WWF Championship.
A King of the Ring, Triple H ha interferito nel match tra The Rock e The Undertaker valido per il titolo di quest'ultimo attaccando Rock costandogli il match. Nella puntata di Raw is War del 28 giugno, The Rock ha attaccato Triple H dopo che HHH ha offerto a Mr. Ass e Chyna di sfidare Road Dogg e X-Pac in un match. Nella puntata di Raw is War del 5 luglio, The Rock ha sconfitto Triple H in uno Steel Cage match. Rock e Triple H hanno continuato la loro faida fino a far sancire un match tra i due a Fully Loaded in uno Strap match.
Nella puntata del 19 luglio di Raw is War, Jeff Jarrett ha sconfitto Christian per mantenere il WWF Intercontinental Championship. Dopo il match, il partner di Christian, Edge, è apparso e ha dato vita ad una rissa con Jarrett. Jarrett ha poi sfidato Edge in un match valido per l'Intercontinental Championship A Fully Loaded. Il 24 luglio, Edge ha sconfitto Jarrett in un house show conquistando il titolo.

## Evento
Prima che il pay-per-view potesse incominciare, a Sunday Night Heat si sono svolti tre match. Nel primo match, Val Venis ha sconfitto Joey Abs per schienamento dopo averlo colpito con una Powerbomb. Nel secondo match, The Godfather ha sconfitto Meat per schienamento dopo aver eseguito una Death Valley Driver, chiamata Pimp Drop. Nell'ultimo match, Christian ha sconfitto Viscera dopo averlo schienato con un roll-up grazie ad un'interferenza da parte di Gangrel, alleato di Christian.

### Incontri preliminari
Il primo match ad essere trasmesso in diretta fu un Single match valido per il WWF Intercontinental Championship tra il campione Edge e lo sfidante Jeff Jarrett. Dopo un paio di azioni, Jarrett mirò alle gambe e alle spalle di Edge continuando a dominare la contesa, fino a quando Edge eseguì una Lifting DDT cercando poi di rifilare una Spear allo sfidante, ma Jarrett uscì fuori dal ring, dove Gangrel attaccò Edge quando si spensero le luci. Edge tornò sul ring e dopo aver colpito con una Spear Jeff Jarrett, la valletta di Jarrett Debra distrasse sia Edge che l'arbitro, Gangrel interferì nuovamente attaccato il campione permettendo così a Jarrett di eseguire il Forward Russian Legsweep per conquistare l'Intercontinental Championship.
Nel secondo match, gli Hardy Boyz (Matt e Jeff) fecero coppia con il loro manager, Michael Hayes per difendere i WWF Tag Team Championship contro gli Acolytes (Faarooq e Bradshaw) in un Handicap match. Gli Hardy Boyz e gli Acolytes iniziarono una rissa fuori dal ring. Dopo che i due team entrarono nel ring, gli Hardy Boyz misero in difficoltà gli Acolytes con le loro manovre aeree. Matt e Jeff continuarono a dominare la contesta fino a quando Bradshaw eseguì un Suplex su Matt Hardy. Jeff tentò poi di eseguire una mossa aerea ma Bradshaw lo colpì con la Clothesline From Hell, per poi effettuare una Double Powerbomb su Michael Hayes conquistando i WWF Tag Team Championship.
Il terzo match fu un Single match tra per lo European Championship tra il campione Mideon e lo sfidante D'Lo Brown. Brown dominò la prima parte del match eseguendo una Clothesline e una Baseball Slide fino a quando Mideon attaccò Brown all'esterno del ring prendendo il controllo del match. L'azione si spostò sul ring dove Mideon continuò a mettere in difficoltà lo sfidante. Brown infine riuscì a prendere il sopravvento eseguendo la Lo Down su Mideon vincendo lo European Championship.
Nell'incontro successivo, Al Snow difese l'Hardcore Championship contro Big Boss Man. Bossman iniziò ad attaccare Snow arrivando a combattere nel backstage, dove Snow e Bossman si colpirono a vicenda con numerosi oggetti. Bossman ammanettò Snow su un cancello per colpirlo con un bastone di metallo per poi schienarlo vincendo l'Hardcore Championship.
Il quinto match, fu un incontro singolo tra Big Show e Kane. Hardcore Holly fu l'arbitro speciale della contesa. Big Show iniziò a dominare il match eseguendo sull'avversario una Military press slam oltre la terza. Kane tornò sul ring dove Big Show continò ad attaccarlo. Kane prese il controllo del match colpendo l'avversario con una Flying clothesline e cercò di eseguire una chokeslam ma Holly colpì il ginocchio di Kane permettendo a Show di vincere con un conteggio veloce.

## Risultati
| #    | Risultati                                                                                                | Stipulazioni | Durata |
| ---- | --- | --- | ------ |
| Heat | Val Venis ha sconfitto Joey Abs                                                                          | Single match | N/A    |
| Heat | The Godfather ha sconfitto Meat                                                                          | Single match | N/A    |
| Heat | Christian ha sconfitto Viscera                                                                           | Single match | N/A    |
| 1    | Jeff Jarrett (con Debra) ha sconfitto Edge (c)                                                           | Single match per il WWF Intercontinental Championship                                                                                               | 13:20  |
| 2    | The Acolytes (Faarooq e Bradshaw) hanno sconfitto The Hardy Boyz (Matt e Jeff Hardy) (c) e Michael Hayes | Handicap Acolyte Rules match per i WWF Tag Team Championship                                                                                        | 10:59  |
| 3    | D'Lo Brown ha sconfitto Mideon (c)                                                                       | Single match per il WWF European Championship | 07:00  |
| 4    | Big Boss Man ha sconfitto Al Snow (c)                                                                    | Hardcore match per il WWF Hardcore Championship | 10:30  |
| 5    | Big Show ha sconfitto Kane                                                                               | Single match con Hardcore Holly come arbitro speciale                                                                                               | 08:18  |
| 6    | Ken Shamrock ha sconfitto Steve Blackman                                                                 | Iron Cicle match | 03:57  |
| 7    | D-Generation X (Road Dogg e X-Pac) hanno sconfitto D-Generation X (Mr. Ass e Chyna)                      | Tag team match per il nome D-Generation X | 11:36  |
| 8    | Triple H (con Chyna) ha sconfitto The Rock                                                               | Fully Loaded Strap match per determinare il contendente numero uno al WWF Championship a SummerSlam                                                 | 19:23  |
| 9    | Steve Austin (c) ha sconfitto The Undertaker                                                             | First Blood match; se Steve Austin perde non avrà una title shot per il WWF Championship, se Undertaker perde Vince McMahon non apparirà più in WWF | 16:00  |